# Ilica (planina)
Ilica, pravim imenom Vilica, planina u Hrvatskoj. 

## Zemljopisni položaj
Nalazi se istočno od Poštaka. Dijeli Liku od Bosanske Krajine.

## Ime
Na mletačkim zemljovidima kartografi su ju pisali kao Monte Wilica. Latinski w pisao je kao uu. U Habsburškoj Monarhiji kartografirao je područje Gračaca i Srba oberlaitant Čokorac. Časnik Schilt kartografirao je područje Knina i Ervenika. Obojica nisu znali latinski. Našavši dvostruko u, to jest uu, svaki je donio svoje rješenje. Čokorac, vjerojatno Mađar, uu je pretvorio u mađarski uj (=nov) i planina je na njegovom zemljovidu dobila ime Ujilica. Schilt nikako nije uvrstio "uu" te je na njegovom zemljovidu nosila ime Ilica. Na zemljovidima se sve do danas nailazi na dva oblika imena iste planine, ovisno od kojeg su kartografa preuzimali, Čokorca ili Schilta. Potrebno je da suvremeni hrvatski kartografi to isprave i daju prava hrvatska imena.

## Stanovništvo
Vlaški prebjezi od Vilice naseljeni su sredinom 17. stoljeća u Podhumu, Glavacima i Škarama.